# Сади (зупинний пункт, Білорусь)
Сади (біл. Сады) — пасажирський залізничний зупинний пункт Гомельського відділення Білоруської залізниці на нелектрифікованій лінії Гомель — Калинковичі між зупинним пунктом Рандовський (5 км) та станцією Прибор (1,1 км). Розташований за 1 км на південний схід від села Прибор Гомельського району Гомельської області.

## Пасажирське сполучення
На зупинному пункті Сади приміське сполучення здійснюється поїздами регіональних ліній економ-класу:
- Гомель — Калинковичі;
- Гомель — Василевичі / Хойники.